# 조시 펙
조시 펙(Josh Peck. 1986년 11월 10일 ~ )은 1986년 11월 10일에 태어난 미국의 배우이자 코미디언, 감독, 성우이다. 니클로디언의 시트콤 드레이크와 조쉬의 조시 니콜스(Josh Nicols)역(으로 잘 알려져 있다.
1990년대 후반부터 2000년대 초반까지 아역배우로 활동했으며 어맨다 쇼(Amanda Show)로 알려지게 되었다. 민크리크(Mean Creek), 드릴빗테일러(Drillbit Taylor), 더 왜크니스(The Wackness), 레드 던(Red Dawn) 등의 영화에 출연하였다.
요즘에는 vine 이란 앱에서 josh peck이란 아이디로 활동하고있다.

## 생애
조쉬펙은 뉴욕시 맨하탄의 헬스키친(Hell's Kitchen)지역에서 태어나 그 곳에서 '프로페셔널 퍼포밍 아트스쿨(Professional Performing Arts School)'에 다녔다. 그의 부모는 조쉬펙이 태어날 당시 결혼하지 않은 상태였으며, 그는 그의 생부가 누구인지 몰랐다. 그는 커리어코치로 활동 중인 유태인 어머니 바바라(Babara)와 외할머니 손에서 유년기를 보냈다. 유년시절의 그는 내내 천식을 달고 살았기 때문에, 주로 집 안에서 오래된 예전 시트콤들을 보며 지냈다. 9살이 되던 해 '뉴욕타다 타다 청소년극장(New York's TADA! Youth Theater)'에서 어린이용 뮤지컬 연극에 출연하였다. 그는 8살 때 스탠딩 코미디언에의 꿈을 가지게 되었다.

## 출연작
| 영화      | 영화                                                               | 영화                              | 영화                                                                  |
| 년도      | 제목                                                               | 역할                              | 비고                                                                  |
| --------- | ------------------------------------------------------------------ | --------------------------------- | --------------------------------------------------------------------- |
| 2000      | 풋내기(The Newcoemrs)                                              | 슬림(Slim)역                      |                                                                       |
| 2000      | 스노우데이(Snow Day)                                               | 웨인 알워스(Wayne Alworth)역      |                                                                       |
| 2001      | 맥스키블의 대반란(Max Keeble's Big Move)                           | 로버트 로브(Robert "Robe")역      |                                                                       |
| 2002      | 스펀(Spun)                                                         | 팻보이(Fat Boy)역                 |                                                                       |
| 2004      | 민크릭(Mean Creek)                                                 | 조지투니(George Tooney)역         |                                                                       |
| 2005      | 하복(Havoc)                                                        | 조쉬 루빈(Josh Rubin)역           |                                                                       |
| 2006      | 스페셜(Special)                                                    | 조이(Joey)역                      |                                                                       |
| 2006      | (아이스에이지2(Ice Age: The Meltdown)                              | 에디(Eddie)역                     | 성우                                                                  |
| 2008      | 더 웩크니스(The Wackness)                                          | 루크 샤피로(Luke Shapiro)역       |                                                                       |
| 2008      | 드릴빗 테일러(Drillbit Taylor)                                     | 로니(Ronnie)역                    |                                                                       |
| 2008      | 아메리칸 프리머티브(American Primitive)                            | 스포크 화이트(Spoke White)역      |                                                                       |
| 2009      | 왓고우즈업(What Goes Up)                                           | 짐 레멘트(Jim Lement)역           |                                                                       |
| 2009      | 아이스에이지3:공룡시대(Ice Age: Dawn of the Dinosaurs)             | 에디(Eddie)역                     | 성우                                                                  |
| 2009      | 다락방의 외계인(Aliens in the Attic)                               | 외계인 스파크                     | 성우                                                                  |
| 2011      | 버니큘라(Bunnicula)                                                | 토비 먼로(Toby Monroe)역          |                                                                       |
| 2011      | ATM (film)                                                         | 코리(Corey)역                     |                                                                       |
| 2012      | 레드 던(Red Dawn)                                                  | 맷 에커트(Matt Eckert)역          |                                                                       |
| 2012      | 아이스에이지4(Ice Age: Continental Drift)                          | 에디(Eddie)역                     | 성우                                                                  |
| 2012      | Planet B-Boy                                                       |                                   |                                                                       |
| 2013      | Regular Boy                                                        | 다린(Darrin)역                    |                                                                       |
| 텔레비전  |                                                                    |                                   |                                                                       |
| 년도      | 제목                                                               | 역할                              | 비고                                                                  |
| 2000–2002 | 아만다쇼                                                           |                                   |                                                                       |
| 2002–2003 | 로봇 존스에게 무슨 일이 생겼나?(Whatever Happened to Robot Jones?) | 레니(Lenny)역                     | 성우                                                                  |
| 2001      | ER                                                                 | 닉 스티븐스(Nick Stevens)역       | 에피소드: "Thy Will Be Done"                                          |
| 2001      | 패밀리 가이(Family Guy)                                            | 찰리 더 불리(Charlie The Bully)역 | 크레딧에 나오지 않음, 성우 에피소드: "The Kiss Seen Around the World" |
| 2001      | 사무라이 잭(Samurai Jack)                                          | S Kid Pig #3 Alien Kid            | 에피소드: "Aku's Fairy Tales"                                         |
| 2002      | MADtv                                                              | 제프리 러그즈(Jeffrey Lugz)역     | Season 7, episode 24                                                  |
| 2002      | 필모어!(Fillmore!)                                                 | 랜덜 줄리안(Randall Julian)역     | 에피소드: "To Mar a Stall"                                            |
| 2003–2004 | 가디안(The Guardian)                                               | 크리스 랩(Chris Rapp)역           | 에피소드: "Swimming" 에피소드: "Blood In, Blood Out"                  |
| 2004–2007 | 드레이크와 조쉬(Drake & Josh)]]                                    | 조쉬 니콜스(Josh Nichols)역       | 주연                                                                  |
| 2006      | 드레이크와 조쉬 할리우드에 가다(Drake & Josh Go Hollywood)         | 조쉬 니콜스(Josh Nichols)역       | 니켈로디언 텔레비전 영화                                              |
| 2006      | 코드명 이웃집 아이들(Codename: Kids Next Door)                     | Numbuh 50 Million B.C.            | 성우 에피소드: "Operation: C.A.K.E.D.-F.I.V.E."                       |
| 2006      | 뉴 스쿠비두(What's New, Scooby-Doo?)                               | Damian Kid Zombie Kid #2          | 성우 에피소드: "E-Screen"                                             |
| 2007      | 드레이크와 조쉬 정말 큰 새우(Drake & Josh: Really Big Shrimp)      | 조쉬 니콜스(Josh Nichols)역       | 니켈로디언 텔레비전 영화                                              |
| 2008      | 드레이크와 조쉬 최고의 크리스마스(Merry Christmas Drake and Josh)  | 조쉬 니콜스(Josh Nichols)역       | 니켈로디언 텔레비전 영화                                              |
| 2011      | 빅토리어스(Victorious)                                             | 방청객                            | 카메오 출연 에피소드: "Wok Star"                                      |
| 2012      | 트랜스포머:악의 부활(Transformers: Darkness Rising)                |                                   | 성우                                                                  |